# مصطفى ناصر
مُصطفى ناصر (1950 - 29 يناير 2018) هو صحفي لُبناني ورجل علاقات عامة.

## عن حياته
ولد عام 1950 ويعتبر ذو علاقة وثيقة بآل سعود، ومُختص بالعلاقات مع الأحزاب الشيعيَّة السياسيَّة في لُبنان. عمل في صحيفة السفير اللبنانية، وكان مُراسلًا لِصحيفة الرياض السُعُوديَّة في بيروت ومُديرًا لمكتبها، ثم عُضوًا في مجلس إدارة تلفزيون لبنان في تسعينيات القرن العشرين. انتقل بعدها إلى العلاقات العامة، إذ عمل مستشارًا لرئيس الوزراء اللبناني رفيق الحريري لِفترةٍ طويلةٍ، ثم لنجله سعد الدين حتى سنة 2010. عُرف بأنّه «كاتم أسرار» الحريري الأب، ومُنسِّق اللقاءات التي كانت تجمعه بالأمين العام لحزب الله حسن نصر الله.

## بداية العمل
أسس وكالة الأنباء الدولية في سبعينيات القرن العشرين، ثم باعها. كان ناصر شديد الاهتمام بالعلاقة الحكومية اللبنانية مع حزب الله وأمينه العام حسن نصر الله، بِالإضافة إلى المرجع الشيعي السيد محمد حسين فضل الله وإيران. وكان من أول الأشخاص الذين سافروا على متن أول طائرة لبنانية، أقلعت من مطار بيروت إلى طهران، وذلك بعد نجاح الثورة الإسلامية الإيرانية وعودة الإمام الخميني في أواخر شباط (فبراير) 1979 برفقة وفد المجلس الإسلامي الشيعي الأعلى الذي ذهب إلى إيران برئاسة الشيخ محمد مهدي شمس الدين لتهنئة الزُعماء الروحيين الإيرانيين بِنجاح ثورتهم ضدَّ نظام الشاه. وكان ناصر وقتها مُراسلًا لصحيفة الرياض السعودية في بيروت.

## من صفاته
اشتهر ناصر بكونه كتومًا، مما جعل البعض يفترض أنَّ هذه الخصلة هي التي قرَّبته إلى رفيق الحريري وحسن نصر الله اللذان وثقا به لِيكون مُهندسًا وحاضرًا جميع لقاءات الرجلين. استمر يكتب في جريدة السفير بين الحين والآخر حتَّى أُقفلت الجريدة المذكورة بسبب الأزمات والضوائق التي عانت منها، فقرر أن يُغامر ويُطلق جريدة جديدة سمَّاها «الاتحاد». وفي شهر تشرين الأوَّل (أكتوبر) 2017، أطلق ناصر جريدة الاتحاد في وسط بيروت، وتحديدًا في محلَّة «باب إدريس»، لِتكون خلفًا لِجريدة السفير، وقال أنه اعتمد في تمويلها على دعم بعض الأصدقاء وعلى ماله الشخصي ودعم عائلته. غير أنّ المشروع لم يصمد طويلًا. فبعد شهرين على ولادتها، أعلنت الصحيفة أنّها اتخذت قرارًا بِالتوقف عن الصدور عازية الأمر إلى التعثّر المالي وبعض الظروف السياسية الخَّاصة التي وُصفت بِالقاهرة. لكن تبيَّن في وقتٍ لاحقٍ أنَّ للأمر علاقة بِالوضع الصحي لِناصر، إذ كان يُعاني من مرض السرطان.

## وفاته
تُوفي مُصطفى ناصر يوم الإثنين 29 كانون الثاني (يناير) 2018 بعد مُعاناةٍ مع السرطان، وشُيِّع إلى مثواه الأخير يوم الثلاثاء 30 كانون الثاني (يناير) 2018، ودُفن في جبَّانة روضة الشهيدين في محلَّة الغبيري بِضاحية بيروت الجنوبية.